# Xương sông
Xương sông (còn gọi là xang sông, hoạt lộc thảo, rau húng ăn gỏi; danh pháp khoa học: Blumea lanceolaria) là loài cây dùng làm gia vị và thuốc trong họ Cúc (Asteraceae).

## Miêu tả
Cây thảo, cao hơn 0,6–2 m, sống 2 năm. Thân thẳng đứng, có rãnh dọc, gần nhẵn. Lá trứng thuôn dài, mép có răng cưa, những lá phía trên nhỏ hơn. Cụm hoa hình đầu, mọc 2 - bốn cái ở nách các lá bắc. Cụm hoa hình đầu màu vàng nhạt, thành chùy dài ở ngọn, mào lông màu trắng. Tràng hoa cái rất mảnh, 3 răng; tràng hoa lưỡng tính 5 răng, nhị 5. Bao phấn có tai. Bầu có lông. Quả bế hình trụ, 5 cạnh.

## Phân bổ
Xương sông mọc dại hoặc được trồng nhiều nơi ở các vùng Nam Á và Đông Nam Á, Hoa Nam, Đài Loan... Cây thường mọc tự nhiên trong vườn hoặc trong rừng ở cao độ thấp do gió thổi các quả bế có lông đi khắp nơi.

## Sử dụng
Lá có mùi hơi hăng của dầu, khá đặc trưng không giống các loại rau thơm khác, nên được dùng chủ yếu làm gia vị, nấu canh. Lá non hoặc lá bánh tẻ dùng để làm gia vị trộn trong chả và cuốn chả nướng, ăn với gỏi cá. Có thể dùng để nấu, nêm nếm trong một số món thịt, cá. Thân và lá làm thuốc trị ho, giải nhiệt, kích thích tiết mồ hôi. Lưu ý, khi bắt đầu mùa heo may ở miền Bắc và bắt đầu mùa khô ở miền Nam xương sông chậm phát triển lá giòn hơn, khi nấu canh nước tạo thành bị đen ít cảm quan.